# Domenico Capriolo
Domenico Capriolo  né à Venise en 1494 et mort assassiné à Trévise  le 8 octobre 1528 est un peintre de la Renaissance italienne. Il réalise des portraits dans le style de Giorgione ainsi que des tableaux religieux.

## Biographie
il commence très tôt sa carrière de peintre, et semble très proche du style de Giorgione, au moins pour les sujets de ses œuvres. Très rapidement il s'établit à Trévise (1517), et épouse Camilla, fille du peintre Pier Maria Pennacchi.
Dans sa phase de maturité, Capriolo semble coincé dans un goût provincial, incapable de toute innovation se bornant à ce qu'il appris dans sa phase de jeunesse. Il oublie peu à peu son giorgionismo pour trouver d' autres références telle que Giovanni Gerolamo Savoldo ou Pordenone. Sa mort prématurée a empêché nouvelle évolution dans son style.
Capriolo périt assassiné par son beau-père, à la suite d'une querelle concernant la dot de sa femme.

## Liste des œuvres
- Autoportrait (1512, Musée de l'Ermitage , Saint-Pétersbourg)
- Adoration des bergers (1518, Museo Civico, Trévise)
- Assomption de la Vierge (1520, cathédrale de Trévise)
- Nativité incrédule sage-femme (1524, Museo Civico, Trévise)
- Portrait de musicien  (v. 1525, Kunsthistorisches Museum, Vienne)
- Portrait d'un érudit (v. 1525, Pinacothèque de Concordi, Rovigo)
- Portrait de Lelio Torelli (1528, Bowes Museum)

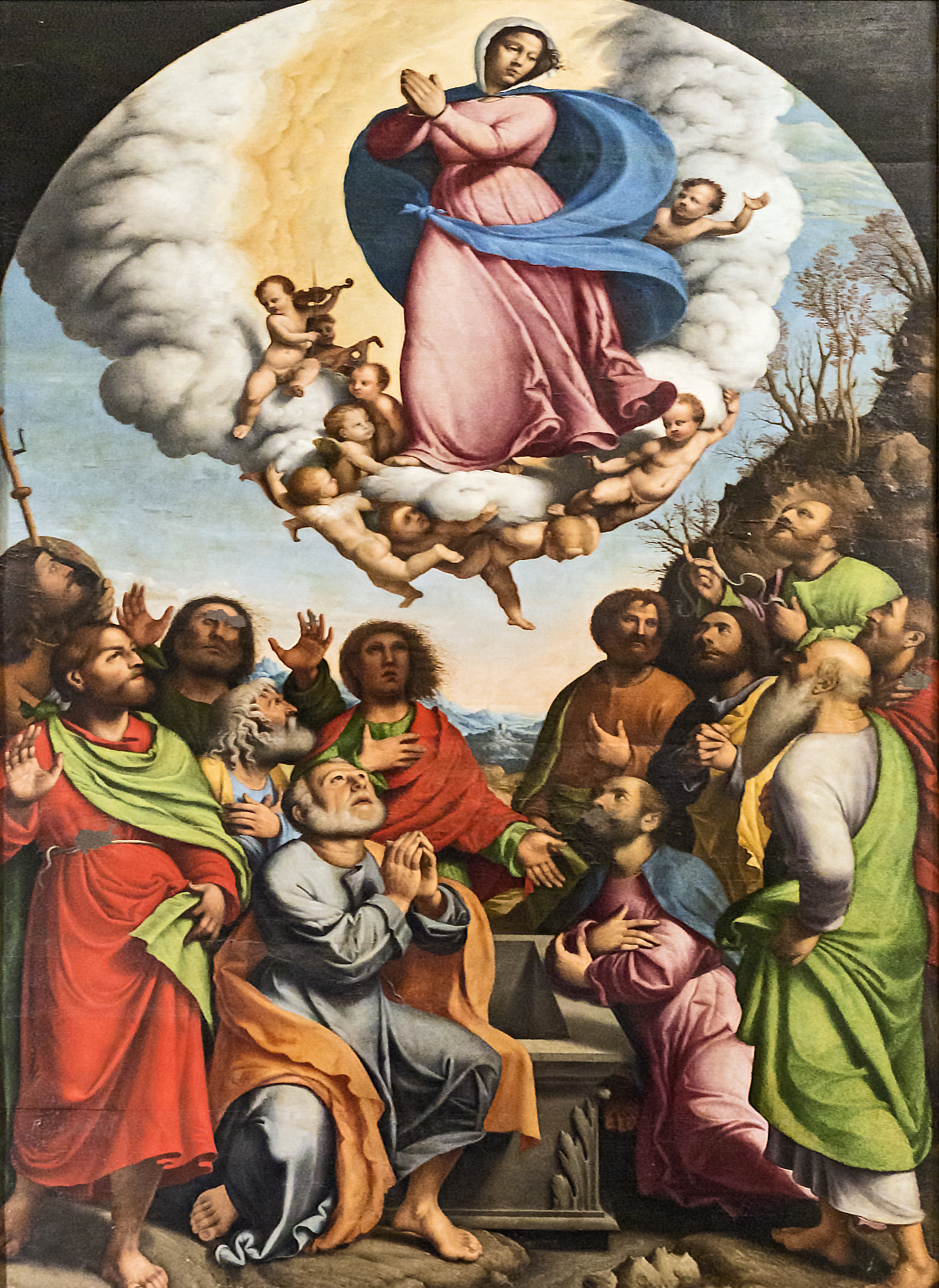
Assomption de la Vierge Catarrhale de Trévise
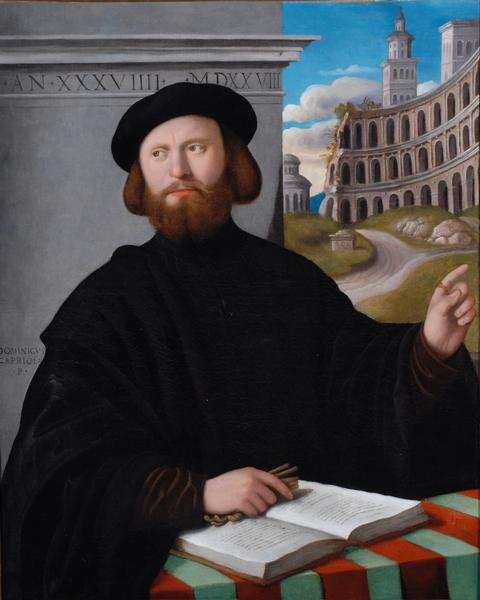
Portrait de Lelio Torelli ' Bowes Museum